# Bitwa pod Raszynem (1794)
Bitwa pod Raszynem – bitwa stoczona 10 lipca 1794 roku podczas insurekcji kościuszkowskiej
Naczelnik Tadeusz Kościuszko wycofując się po przegranej bitwie pod Szczekocinami planował stoczenie bitwy na przedpolach Warszawy realizując strategię działań opóźniających postępy ścigających wojsko koronne przeciwników. Stanął głównymi siłami na linii rzeki Utraty, którą 8 i 9 lipca pospiesznie umacniał. Bitwa umożliwiła bezpieczny odwrót sił Naczelnika do stolicy.
10 lipca podeszła pod wieś  Raszyn awangarda wojsk prusko-rosyjskich gen. Götza (4 baony, 10 szwadronów i 8 dział). Oddziały prusko-rosyjskie odrzuciły z lewego brzegu Utraty polskie ubezpieczenia, które  wycofały się do Nadarzyna. T. Kościuszko na wieść o wycofaniu się gen. J. Zajączka spod Gołkowa, zarządził odwrót całości sił polskich na linie umocnień Warszawy.